# Silvia Dullinger
Silvia Dullinger (* 12. Mai 1959) ist eine österreichische Juristin und Universitätsprofessorin in Ruhe für Zivilrecht an der Johannes Kepler Universität Linz, wo sie bis Ende des Sommersemesters 2024 die Abteilung Wirtschaftsprivatrecht leitete. Außerdem steht sie als Vorstandsvorsitzende dem dort ansässigen Institut für Bankrecht vor.

## Leben
Silvia Dullinger wuchs in Leonding auf. Nach der Matura mit ausgezeichnetem Erfolg an einem Linzer Oberstufenrealgymnasium und dem Studium der Rechtswissenschaften an der Johannes-Kepler-Universität wurde sie 1981 zum Doktor der Rechte promoviert. Dem Rechtspraktikum beim Bezirksgericht Linz-Land und beim Landesgericht Linz folgte eine Anstellung als Universitätsassistentin am Institut für Zivilrecht der Universität Linz bei Peter Rummel in der Abteilung für allgemeine Zivilrechtsdogmatik, die 1992 durch einen Forschungsaufenthalt an der Universität Bonn am Institut für Internationales Privatrecht und Rechtsvergleichung bei Wolfgang Freiherr Marschall von Bieberstein unterbrochen wurde. Ab ihrer Habilitation für das Fach Bürgerliches Recht im Oktober 1994 über die Aufrechnung, für die sie 1995 mit dem Walther-Kastner-Preis ausgezeichnet wurde, war sie außerordentliche Universitätsprofessorin am Institut für Zivilrecht der Johannes-Kepler-Universität in der Abteilung für allgemeine Zivilrechtsdogmatik. Von 2000 bis 2001 war sie überdies Mitarbeiterin in der Rechtsabteilung der Raiffeisenlandesbank Oberösterreich.
Von 2011 bis 2024 war Dullinger Universitätsprofessorin für Zivilrecht an der Universität Linz, wo sie die Abteilung Wirtschaftsprivatrecht leitete. Sie war Mitglied in zahlreichen Kommissionen und Senaten der Universität sowie wissenschaftliche Leiterin des Studienprogramms Zivilrecht. Seit 2002 ist sie zudem Vorstandsvorsitzende des von ihr mitbegründeten Instituts für Bankrecht und wissenschaftliche Leiterin einer Seminarreihe zum Bank- und Kapitalmarktrecht. Seit 2009 ist sie außerdem Vorstandsvorsitzende des Peter-Rummel-Studienfonds. Dullinger ist Mitglied von Arbeitsgruppen des Justiz- und Wissenschaftsministeriums.

## Werke (Auswahl)
- Handbuch der Aufrechnung. Springer Verlag, Wien 1995, ISBN 3-211-82711-0 (Habilitationsschrift).
- Lehrbuch Bürgerliches Recht (Hrsg. Apathy). Band II: Schuldrecht Allgemeiner Teil. Verlag Österreich, Wien 2000, ISBN 3-211-83461-3.
- Schriftenreihe des Instituts für Bankrecht an der Johannes-Kepler-Universität Linz
- Jahrbücher zum Bank- und Kapitalmarktrecht